# Virgilio Calegari
Virgilio Calegari (Bérgamo, 30 de mayo de 1868 - Porto Alegre, 13 de septiembre de 1937) fue un fotógrafo ítalobrasileño que ejerció en la ciudad de Porto Alegre entre fines del siglo XIX y principios del XX. Es considerado uno de los principales fotógrafos de su generación y dejó un importante legado documental y estético.